# Musée Rétif
Le musée Rétif est un musée privé ouvert le 17 juillet 2009 à Vence. Il a été créé et est géré par la famille Rétif créatrice des magasins du même nom.

## Exposition
Le musée a ouvert avec une exposition de :
- Nall (en)
- Sacha Sosno
- Marcestel
- Jean Carzou
- Robert Barriot
- Jean-Claude Novaro

En mars 2010, une nouvelle exposition, la « Mémoire du geste » a lieu sur le thème du geste avec des œuvres de :
- Gérard Le Cloarec
- Gérard Guyomard
- Vladimir Veličković
- Étienne-Jules Marey

Le musée consacre ensuite une grande rétrospective à l'École de Nice puis ferme ses portes le dimanche 12 décembre 2010 à 17h.
À ce jour (24 juillet 2011), il est prévu que le musée rouvre en 2011 à une date encore inconnue, en devenant un musée d'Art entièrement consacré à l'Afrique et à sa culture ancestrale avec 4000 pièces anciennes d'art ethnique et des trésors de l'art tribal issus de différentes ethnies et tribus de 11 pays africains (masques, statues, fétiches, bijoux, outils, instruments de musique, costumes etc.).
Par la diversité de ses collections, ce musée du Pays niçois a pour ambition de mieux faire connaître au grand public les arts d'Afrique.